# Supercopa de Europa 1989
La Supercopa de Europa 1989 fue la 14.ª edición de la competición, que se disputa anualmente entre los ganadores de la Copa de Europa y de la Recopa de Europa. El trofeo se disputó entre el Milan de Italia (vencedor de la Copa de Europa 1988-89) y el Barcelona de España (vencedor de la Recopa de Europa 1988-89) a doble partido los días 23 de noviembre y 7 de diciembre de 1989, el primer encuentro, disputado en Barcelona, acabó con empate 1 a 1, mientras el segundo encuentro, disputado en Milán, acabó 1 a 0 para el Milan, para asegurar así una victoria global de 2-1 y su primera Supercopa de Europa.
| Bandera de España   | 1 - 2 | Bandera de Italia |
| F. C. Barcelona 1 0 | 1 - 2 | A. C. Milan 1     |
| ------------------- | ----- | ----------------- |

## Equipos participantes
| A. C. Milan     |  | Italia |  | Campeón de la Copa de Europa (1988-89)   |
| F. C. Barcelona |  | España |  | Campeón de la Recopa de Europa (1988-89) |

## Detalles de los encuentros

### Ida
| 1          | POR        | Andoni Zubizarreta |     |
| 2          | DEF        | Aloísio Pires      |     |
| 3          | DEF        | Ricardo Serna      |     |
| 4          | DEF        | Ronald Koeman      |     |
| 5          | MED        | Luis Milla         |     |
| 6          | MED        | José Mari Bakero   |     |
| 8          | MED        | Eusebio Sacristán  |     |
| 10         | MED        | Guillermo Amor     | 75' |
| 7          | DEL        | Julio Salinas      | 65' |
| 9          | DEL        | Michael Laudrup    |     |
| 11         | DEL        | Txiki Begiristain  |     |
| Entrenador | Entrenador | Johan Cruyff       |     |

| 1          | POR        | Giovanni Galli        |     |
| 2          | DEF        | Stefano Salvatori     |     |
| 3          | DEF        | Paolo Maldini         |     |
| 5          | DEF        | Mauro Tassotti        |     |
| 6          | DEF        | Alessandro Costacurta |     |
| 4          | MED        | Diego Fuser           |     |
| 7          | MED        | Roberto Donadoni      | 84' |
| 8          | MED        | Frank Rijkaard        |     |
| 10         | MED        | Alberigo Evani        |     |
| 9          | DEL        | Marco van Basten      |     |
| 11         | DEL        | Daniele Massaro       | 88' |
| Entrenador | Entrenador | Arrigo Sacchi         |     |

| 15 | DEL | Onésimo           | 75' |
| 16 | MED | Roberto Fernández | 65' |

| 15 | MED | Giovanni Stroppa | 84' |
| 16 | DEL | Marco Simone     | 88' |

| Anotado | 67' | Guillermo Amor | 1-1 |

| Anotado · Penal | 44' | Marco van Basten | 0-1 |

| Amonestado | 68' | Ronald Koeman  |
| Amonestado | 71' | Guillermo Amor |

| Amonestado | 48' | Stefano Salvatori     |
| Amonestado | 77' | Alessandro Costacurta |

| Árbitro | Joël Quiniou |

| 1          | POR        | Andoni Zubizarreta |     |
| 2          | DEF        | Aloísio Pires      |     |
| 3          | DEF        | Ricardo Serna      |     |
| 4          | DEF        | Ronald Koeman      |     |
| 5          | MED        | Luis Milla         |     |
| 6          | MED        | José Mari Bakero   |     |
| 8          | MED        | Eusebio Sacristán  |     |
| 10         | MED        | Guillermo Amor     | 75' |
| 7          | DEL        | Julio Salinas      | 65' |
| 9          | DEL        | Michael Laudrup    |     |
| 11         | DEL        | Txiki Begiristain  |     |
| Entrenador | Entrenador | Johan Cruyff       |     |

| 1          | POR        | Giovanni Galli        |     |
| 2          | DEF        | Stefano Salvatori     |     |
| 3          | DEF        | Paolo Maldini         |     |
| 5          | DEF        | Mauro Tassotti        |     |
| 6          | DEF        | Alessandro Costacurta |     |
| 4          | MED        | Diego Fuser           |     |
| 7          | MED        | Roberto Donadoni      | 84' |
| 8          | MED        | Frank Rijkaard        |     |
| 10         | MED        | Alberigo Evani        |     |
| 9          | DEL        | Marco van Basten      |     |
| 11         | DEL        | Daniele Massaro       | 88' |
| Entrenador | Entrenador | Arrigo Sacchi         |     |

| 15 | DEL | Onésimo           | 75' |
| 16 | MED | Roberto Fernández | 65' |

| 15 | MED | Giovanni Stroppa | 84' |
| 16 | DEL | Marco Simone     | 88' |

| Anotado | 67' | Guillermo Amor | 1-1 |

| Anotado · Penal | 44' | Marco van Basten | 0-1 |

| Amonestado | 68' | Ronald Koeman  |
| Amonestado | 71' | Guillermo Amor |

| Amonestado | 48' | Stefano Salvatori     |
| Amonestado | 77' | Alessandro Costacurta |

| Árbitro | Joël Quiniou |

### Vuelta
| 1          | POR        | Giovanni Galli        |     |
| 2          | DEF        | Stefano Carobbi       |     |
| 3          | DEF        | Paolo Maldini         |     |
| 5          | DEF        | Mauro Tassotti        |     |
| 6          | DEF        | Alessandro Costacurta |     |
| 4          | MED        | Diego Fuser           |     |
| 7          | MED        | Roberto Donadoni      |     |
| 8          | MED        | Frank Rijkaard        |     |
| 10         | MED        | Alberigo Evani        |     |
| 9          | DEL        | Marco van Basten      |     |
| 11         | DEL        | Daniele Massaro       | 65' |
| Entrenador | Entrenador | Arrigo Sacchi         |     |

| 1          | POR        | Andoni Zubizarreta  |     |
| 2          | DEF        | Luis López Rekarte  | 75' |
| 3          | DEF        | José Ramón Alexanko |     |
| 4          | DEF        | Luis Milla          |     |
| 5          | DEF        | Ricardo Serna       |     |
| 6          | MED        | José Mari Bakero    |     |
| 7          | MED        | Jordi Roura         | 10' |
| 8          | MED        | Eusebio Sacristán   |     |
| 9          | DEL        | Julio Salinas       |     |
| 10         | DEL        | Roberto Fernández   |     |
| 11         | DEL        | Txiki Begiristain   |     |
| Entrenador | Entrenador | Johan Cruyff        |     |

| 16 | DEL | Marco Simone | 65' |

| 14 | DEF | Miquel Soler | 10' |
| 16 | DEL | Onésimo      | 75' |

| Anotado | 54' | Alberigo Evani | 1-0 |

| Amonestado | 83' | Mauro Tassotti |

| Amonestado | 54' | Eusebio Sacristán   |
| Amonestado | 84' | José Ramón Alexanko |

| Árbitro | Helmut Kohl |

| 1          | POR        | Giovanni Galli        |     |
| 2          | DEF        | Stefano Carobbi       |     |
| 3          | DEF        | Paolo Maldini         |     |
| 5          | DEF        | Mauro Tassotti        |     |
| 6          | DEF        | Alessandro Costacurta |     |
| 4          | MED        | Diego Fuser           |     |
| 7          | MED        | Roberto Donadoni      |     |
| 8          | MED        | Frank Rijkaard        |     |
| 10         | MED        | Alberigo Evani        |     |
| 9          | DEL        | Marco van Basten      |     |
| 11         | DEL        | Daniele Massaro       | 65' |
| Entrenador | Entrenador | Arrigo Sacchi         |     |

| 1          | POR        | Andoni Zubizarreta  |     |
| 2          | DEF        | Luis López Rekarte  | 75' |
| 3          | DEF        | José Ramón Alexanko |     |
| 4          | DEF        | Luis Milla          |     |
| 5          | DEF        | Ricardo Serna       |     |
| 6          | MED        | José Mari Bakero    |     |
| 7          | MED        | Jordi Roura         | 10' |
| 8          | MED        | Eusebio Sacristán   |     |
| 9          | DEL        | Julio Salinas       |     |
| 10         | DEL        | Roberto Fernández   |     |
| 11         | DEL        | Txiki Begiristain   |     |
| Entrenador | Entrenador | Johan Cruyff        |     |

| 16 | DEL | Marco Simone | 65' |

| 14 | DEF | Miquel Soler | 10' |
| 16 | DEL | Onésimo      | 75' |

| Anotado | 54' | Alberigo Evani | 1-0 |

| Amonestado | 83' | Mauro Tassotti |

| Amonestado | 54' | Eusebio Sacristán   |
| Amonestado | 84' | José Ramón Alexanko |

| Árbitro | Helmut Kohl |

|                     |
| Bandera de Italia   |
| Campeón A. C. Milan |
| 1° Título           |